# Dupondtarna
Dupondtarna, det vill säga Dupond och Dupont, är två fiktiva kriminalpoliser som förekommer i många av Hergés album om Tintins äventyr. De framställs oftast som seriens pajasar med sin komiska dumhet. Dupond och Dupont, som är vanliga efternamn på franska, har olika stavning, men uttalas på samma sätt. Utseendemässigt är de också nästan identiska – den enda märkbara skillnaden är att Duponts mustasch pekar utåt, medan Duponds är rak.

## Karaktäristik
Dupondtarna tolkas av många som tvillingar eller bröder genom sitt närapå identiska utseende. Det framgår dock ingenstans uttryckligen om de överhuvudtaget är släkt. Att de har olika efternamn (vilket det tycks vara) talar i viss mån emot att de är bröder, men de kan förstås vara bröder trots det. vilket inte behöver syfta på mer än den ene personens pappa. En del av komiken runt dem bygger på att deras efternamn uttalas likadant på franska, eftersom varken d eller t normalt uttalas i ordslut. Några förnamn har aldrig nämnts.
Dupond har rak mustasch (sett från ena sidan formad som ett D), medan Duponts mustasch är något utsvängd nertill. De är alltid utrustade med pistoler och med handbojor som de ibland tar fram. Dupondtarna är vanligtvis identiskt klädda i svart kostym, plommonstop och käpp.
Ryggen på Dupondtarnas chef syns i albumet Solens tempel, och i Det svarta guldet får de order av en identiskt klädd man över telefon, som syns i en ruta. I övrigt är inget känt om deras chefer. Ibland benämns de detektiver, medan de i andra fall kallas poliser – vidare säger de sig ibland tillhöra hemliga polisen, och ibland är de utskickade av den franska polisen. Om det är så att de arbetar för Interpol, så skulle det förklara varför de reser jorden runt på olika uppdrag. I filmen Tintin och Hajsjön benämns de hemliga agenter, vilket kan förklara deras försök att klä ut sig i folkdräkter.

### Uppdrag och kompetens
Dupondtarnas förmåga att lösa olika uppdrag framstår som nästan obefintlig.
I Enhörningens hemlighet förekommer ett fall med ficktjuvar, som stjäl plånböcker. På ett högst omständligt sätt lyckas duon till slut avslöja förövaren – men först sedan Tintin påpekat en viktig ledtråd. I Faraos cigarrer lyckas de klara ett uppdrag när det verkligen är kris – nämligen att rädda livet på Tintin.
Vid ett tillfälle arresterar de till och med ett skelett, efter att de en och en passerat en röntgenskärm framför en décauvillebana, där de fått se varandras röntgenbilder.
Trots sin inkompetens blir de hela tiden utskickade på olika uppdrag runt om i världen – många gånger dessutom ansvarsfulla sådana. Deras överordnade tycks med andra ord av en eller annan anledning ha relativt höga tankar om dem – vilket även det skulle kunna återspegla en inkompetens, fast på annan ort.

### Förklädnader
Dupondtarna försöker ofta maskera sig för att smälta in i andra länders miljöer. Resultatet av deras försök brukar i stället innebära att de väcker en enorm uppmärksamhet. Detta är tydligt i Blå Lotus där de på besök i Kina har försökt att klä sig som kineser på ett så överdrivet sätt att resultatet är misslyckat. Ofta klär de sig i landets folkdräkt, vilket inte är vardagsklädsel i något land.
I Månen tur och retur (del 1) har de anlänt till rymdforskningscentret i det fiktiva Syldavien iklädda ett par halvt vansinniga grekiska dräkter. De träffar centrets chef herr Baxter som förklarar att dräkterna är grekiska. Dupondtarna blir då fundersamma och säger att de hade beställt syldaviska dräkter hos sin kostymmakare, som alltså i det fallet kan vara den som bär ansvaret.

### Brottsmisstankar mot protagonister
I tre album har Dupondtarna trott att Tintin var en brottsling. I Faraos cigarrer trodde de att han sysslade med opiumsmuggling och innehav av kokain, och i Blå Lotus får de också misstankar om Tintin – i båda fallen ligger Rastapopoulos bakom. I Den svarta ön får skurken Wronzoff Dupondtarna att tro att Tintin rånat honom. Även andra bland seriens protagonister har vid tillfällen av Dupondtarna misstänkts för brott.

### Förgiftning
I Det svarta guldet konsumerade Dupondtarna av misstag tabletten N.14, som får oljeprodukter att explodera, i tron av att det var en huvudvärkstablett. Det får dem att drabbas av okontrollerad, kulört hår- och skäggväxt, och utstötande av bubblande sekret ur munnen. För att inte drabbas av återfall måste inta ett motgift uppfunnet av professor Kalkyl. De får ändå ett återfall i Månen tur och retur (del 2).

## Bakgrund och förekomst

### Ursprung
I boken Hergés äventyr av Boquet, Fromental och Stanislas framkommer det att Hergé bland andra använt sin far Alexis Remi och dennes tvillingbror, farbrodern Léon Remi, födda 1882, som förebilder till Dupondtarna. Dessa båda tvillingbröder brukade på söndagarna klä upp sig i svart kostym, plommonstop och käpp inför söndagspromenaden. Alexis blev 1950 ansvarig för Studio Hergés arkiv.
Likaså har ett foto på omslaget till tidningen Le Miroir 2 mars 1919 – avbildande två mustaschprydda poliser i formell klädsel som eskorterade en brottsling, båda med plommonstop, den ena ledsagande brottslingen i handbojor, den andra bärandes de bådas paraplyer – antagits ha utgjort en inspiration.
Men även andra förebilder finns, Charlie Chaplin, och Helan och Halvan. Hos Chaplin såg Hergé både klädseln och den humoristiska framtoningen. Helan och Halvan har främst bidragit med att de är en duo som hela tiden snubblar och klantar till saker och ting i största allmänhet.[källa behövs]

### Förekomster
Egentligen debuterar Dupondtarna i den första versionen av Faraos cigarrer från 1934, där presenteras de under täcknamnen "X33" och "X33b". När sedan Hergé ritade om och färglade Tintin i Kongo 1946 (som utkom i sin originalversion 1930, alltså fyra år tidigare än Faraos cigarrer), ritade han in Dupondtarna på järnvägsstationen när Tintin reser iväg. Hergé bröt därmed kronologin, och skapade ett stycke förvirring åt kommande generationer av "tintinologer".
Dupondtarna befinner sig i de sista albumen först i San Theodoros i Tintin hos gerillan, där de i sista stund räddas från en avrättning. De hälsar sedan på Haddock på Moulinsart i Tintin och Alfabetskonsten.
Dupondtarna förekommer inte i albumen Tintin i Sovjet, Tintin i Amerika, Tintin i Tibet och Plan 714 till Sydney.

### På olika språk
I en del språk har Dupondtarna behållit sina franska namn. I andra har översättarna ofta försökt välja namn som är lika stereotypt vanliga som Dupont och Dupond, och gärna även har samma uttal.
- Afrikaans: Uys & Buys
- Arabiska: Tik & Tak
- Engelska: Thomson & Thompson
- Grekiska: Ntupon & Ntupont
- Nederländska: Jansen & Janssen
- Isländska: Skapti & Skafti
- Japanska: Dupont & Duvont
- Katalanska: Dupond & Dupont
- Katalanska (Cadaques dialekt): Pichot & Pitxot
- Spanska: Hernández & Fernández
- Tyska: Schulze & Schultze

### I andra medier
- Dupondtarna gästspelar i Asterix där de i en enda serieruta dyker upp i Asterix i Belgien.
- Dupondtarna, eller åtminstone klart inspirerade figurer, gästspelar även en gång hos Lucky Luke, här som Pinkertondetektiver.
- På engelska kallas Dupondtarna för ”The Thompson Twins”, och det är därifrån 1980-talspopgruppen Thompson Twins har tagit sitt namn.